# Jocs Olímpics d'Hivern de 1936
Els Jocs Olímpics d'Hivern de 1936, oficialment anomenats IV Jocs Olímpics d'Hivern, es van celebrar a la ciutat de Garmisch-Partenkirchen (Alemanya) entre els dies 6 i 16 de febrer de 1936. Hi participaren un total de 646 esportistes (566 homes i 80 dones) de 28 comitès nacionals que competiren en 6 esports i 17 especialitats.

## Ciutats candidates
El 13 de maig de 1931 el Comitè Olímpic d'Alemanya feu efectiu l'article 6 de la Carta Olímpica, pel qual s'establia la prioritat del comitè olímpic organitzador dels Jocs Olímpics d'Estiu de 1936 a organitzar els Jocs Olímpics d'Hivern. En la 31a Sessió del Comitè Olímpic Internacional, celebrada el 7 de juny a Viena (Àustria) es va escollir la ciutat de Garmisch-Partenkirchen (Alemanya) com a seu dels Jocs Olímpics d'Hivern de l'any 1936, tornant a coincidir novament les seus dels Jocs Olímpics d'hivern i d'estiu en un mateix país.

## Comitès participants

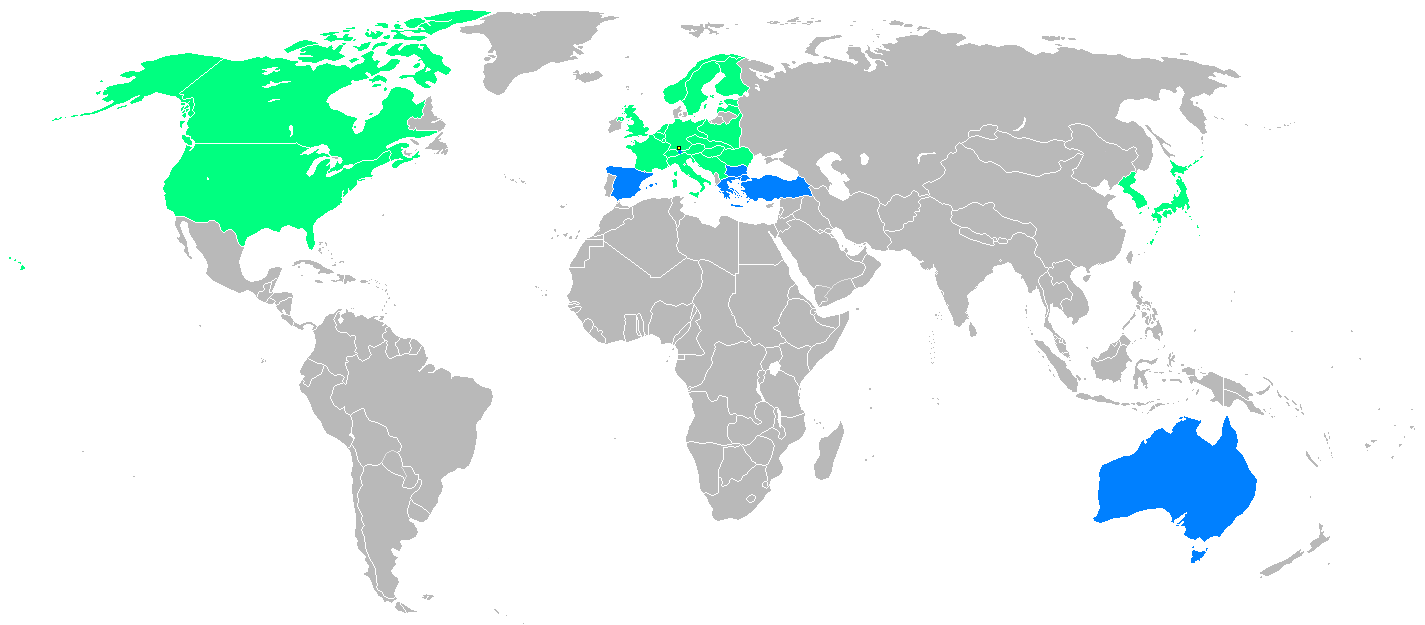
En color verd els països participants, i en color blau els debutants en la competició.

En aquests Jocs Olímpics participaren un total de 646 competidors, entre ells 566 homes i 80 dones, de 28 comitès nacionals diferents.
Respecte a l'edició anterior participaren per primera vegada els comitès d'Austràlia, Bulgària, Espanya, Grècia, Liechtenstein i Turquia, i retornaren a la competició Estònia, Iugoslàvia, Letònia, Luxemburg i els Països Baixos després de la seva absència en l'edició de 1932.
| - Alemanya (55) - Austràlia (1) - Àustria (60) - Bèlgica (27) - Bulgària (7) - Canadà (29) - Espanya (6) - Estats Units (55) - Estònia (5) - Finlàndia (19) |  | - França (28) - Grècia (1) - Hongria (25) - Itàlia (44) - Iugoslàvia (17) - Japó (31) - Letònia (26) - Liechtenstein (4) - Luxemburg (4) - Noruega (31) |  | - Països Baixos (8) - Polònia (20) - Regne Unit (38) - Romania (15) - Suècia (32) - Suïssa (34) - Turquia (6) - Txecoslovàquia (22) |

## Esports disputats
Un total de 6 esports foren disputats en aquests Jocs Olímpics, realitzant-se un total de 17 proves. En aquesta edició s'introduí una nova modalitat esportiva, l'esquí alpí, i es realitzaren com a esport de demostració proves en patrulla militar i eisstock.

## Fets destacats

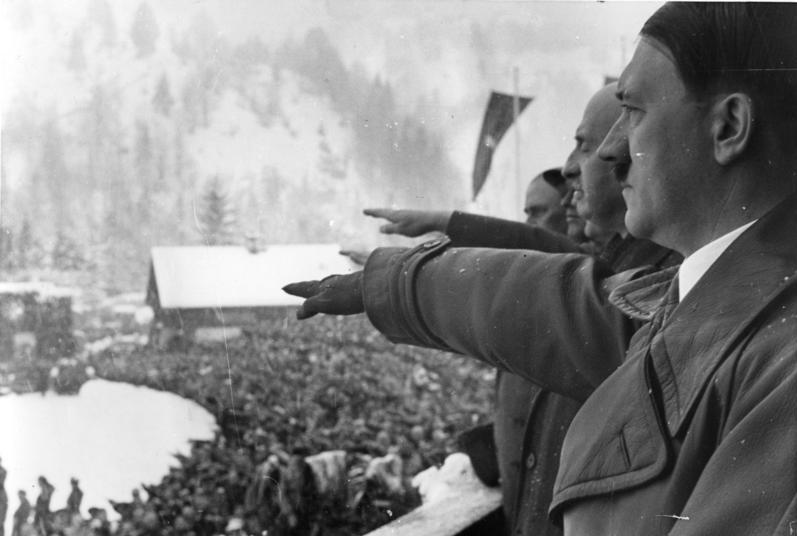
Adolf Hitler en la cerimònia d'obertura dels Jocs.

- Els Jocs foren ignaugurats per Adolf Hitler, i igual que els Jocs Olímpics d'Estiu de 1936 realitzats a Berlín els utilitzà per a la seva propaganda política.
- L'esquí alpí feu la seva primera aparició en aquests Jocs en la modalitat de combinada alpina, unió dels resultats en descens i eslàlom.
- El Comitè Olímpic Internacional (COI) prohibí als monitors d'esquí participar en les competicions d'esquí alpí. Aquesta decisió va provocar el desacord dels esquiadors austríacs i suïssos que van boicotejar les proves.
- Els grans vencedors dels Jocs foren els noruecs Ivar Ballangrud que guanyà tres medalles d'or i una de plata en patinatge de velocitat sobre gel i Sonja Henie, que aconseguí guanyar la seva tercera medalla d'or en patinatge artístic sobre gel.
- Les medalles d'aquesta edició són considerades les més pesades i grans de la història. Tenien 100 mm de diàmetre, 4 mm d'ample i pesaven 324 grams.
- L'equip d'hoquei sobre gel del Regne Unit, format per canadencs, s'imposà davant l'equip del Canadà en la final del torneig olímpic.

## Medaller
Deu comitès amb més medalles en els Jocs Olímpics de 1936. País amfitrió ressaltat.
| Jocs Olímpics d'hivern de 1936 | Jocs Olímpics d'hivern de 1936 | Jocs Olímpics d'hivern de 1936 | Jocs Olímpics d'hivern de 1936 | Jocs Olímpics d'hivern de 1936 | Anells Olímpics |
| Posició                        | País                           | Or                             | Plata                          | Bronze                         | Total           |
| 1                              | Noruega                        | 7                              | 5                              | 3                              | 15              |
| 2                              | Alemanya                       | 3                              | 3                              | 0                              | 6               |
| 3                              | Suècia                         | 2                              | 2                              | 3                              | 7               |
| 4                              | Finlàndia                      | 1                              | 2                              | 3                              | 6               |
| 5                              | Suïssa                         | 1                              | 2                              | 0                              | 3               |
| 6                              | Àustria                        | 1                              | 1                              | 2                              | 4               |
| 7                              | Regne Unit                     | 1                              | 1                              | 1                              | 3               |
| 8                              | Estats Units                   | 1                              | 0                              | 3                              | 4               |
| 9                              | Canadà                         | 0                              | 1                              | 0                              | 1               |
| 10                             | França                         | 0                              | 0                              | 1                              | 1               |
| 10                             | Hongria                        | 0                              | 0                              | 1                              | 1               |

### Medallistes més guardonats
| Nom             | CON       | Disciplina             | Or | Plata | Bronze | Total |
| Ivar Ballangrud | Noruega   | Patinatge de velocitat | 3  | 1     | 0      | 4     |
| Oddbjørn Hagen  | Noruega   | Esquí de fons          | 1  | 2     | 0      | 3     |
| Birger Vasenius | Finlàndia | Patinatge de velocitat | 0  | 2     | 1      | 3     |
| Ernst Baier     | Alemanya  | Patinatge artístic     | 1  | 1     | 0      | 2     |
| Joseph Beerli   | Suïssa    | Bobsleigh              | 1  | 1     | 0      | 2     |